# Saint-Fort
Saint-Fort foi uma comuna francesa na região administrativa da Pays de la Loire, no departamento de Mayenne. Estendia-se por uma área de 10,79 km². Em 2010 a comuna tinha 1 532 habitantes (densidade: 142 hab./km²).
Em 1 de janeiro de 2019, passou a formar parte da nova comuna de Château-Gontier-sur-Mayenne.